# جان بيار آدم
جان بيار آدم (بالفرنسية: Jean-Pierre Adam)‏ هو عالم آثار ومهندس معماري فرنسي، ولد في 24 نوفمبر 1937 في باريس في فرنسا.